# Штучна рокіровка
Штучна рокіровка — переміщення в кілька ходів короля й відповідної тури на поля, які вони зайняли б, якби рокіровку виконали звичайним способом. Мета штучної рокіровки та сама, що й звичайної — максимальний захист короля.
Цей стратегічний прийом застосовують:
- добровільно — король не втратив право здійснити звичайну рокіровку, проте робить штучну з певних причин. Наприклад, коли потрібно, щоб тура перебувала на лінії «h» для надійного захисту позиції короля.
- вимушено — шахом або непрямими загрозами супротивник змушує зрушити короля, після чого вже неможливо здійснити звичайну рокіровку.

## Приклад
|   | a | b | c | d | e | f | g | h |   |
| 8 | a8 чорна тура · d8 чорний ферзь · e8 чорний король · h8 чорна тура · a7 чорний пішак · b7 чорний слон · f7 чорний пішак · g7 чорний пішак · h7 чорний пішак · e6 чорний пішак · b5 білий слон · c5 чорний слон · d5 чорний кінь · e5 білий пішак · b4 чорний пішак · f3 білий кінь · a2 білий пішак · b2 білий пішак · f2 білий пішак · g2 білий пішак · h2 білий пішак · a1 біла тура · c1 білий слон · d1 білий ферзь · e1 білий король · h1 біла тура | a8 чорна тура · d8 чорний ферзь · e8 чорний король · h8 чорна тура · a7 чорний пішак · b7 чорний слон · f7 чорний пішак · g7 чорний пішак · h7 чорний пішак · e6 чорний пішак · b5 білий слон · c5 чорний слон · d5 чорний кінь · e5 білий пішак · b4 чорний пішак · f3 білий кінь · a2 білий пішак · b2 білий пішак · f2 білий пішак · g2 білий пішак · h2 білий пішак · a1 біла тура · c1 білий слон · d1 білий ферзь · e1 білий король · h1 біла тура | a8 чорна тура · d8 чорний ферзь · e8 чорний король · h8 чорна тура · a7 чорний пішак · b7 чорний слон · f7 чорний пішак · g7 чорний пішак · h7 чорний пішак · e6 чорний пішак · b5 білий слон · c5 чорний слон · d5 чорний кінь · e5 білий пішак · b4 чорний пішак · f3 білий кінь · a2 білий пішак · b2 білий пішак · f2 білий пішак · g2 білий пішак · h2 білий пішак · a1 біла тура · c1 білий слон · d1 білий ферзь · e1 білий король · h1 біла тура | a8 чорна тура · d8 чорний ферзь · e8 чорний король · h8 чорна тура · a7 чорний пішак · b7 чорний слон · f7 чорний пішак · g7 чорний пішак · h7 чорний пішак · e6 чорний пішак · b5 білий слон · c5 чорний слон · d5 чорний кінь · e5 білий пішак · b4 чорний пішак · f3 білий кінь · a2 білий пішак · b2 білий пішак · f2 білий пішак · g2 білий пішак · h2 білий пішак · a1 біла тура · c1 білий слон · d1 білий ферзь · e1 білий король · h1 біла тура | a8 чорна тура · d8 чорний ферзь · e8 чорний король · h8 чорна тура · a7 чорний пішак · b7 чорний слон · f7 чорний пішак · g7 чорний пішак · h7 чорний пішак · e6 чорний пішак · b5 білий слон · c5 чорний слон · d5 чорний кінь · e5 білий пішак · b4 чорний пішак · f3 білий кінь · a2 білий пішак · b2 білий пішак · f2 білий пішак · g2 білий пішак · h2 білий пішак · a1 біла тура · c1 білий слон · d1 білий ферзь · e1 білий король · h1 біла тура | a8 чорна тура · d8 чорний ферзь · e8 чорний король · h8 чорна тура · a7 чорний пішак · b7 чорний слон · f7 чорний пішак · g7 чорний пішак · h7 чорний пішак · e6 чорний пішак · b5 білий слон · c5 чорний слон · d5 чорний кінь · e5 білий пішак · b4 чорний пішак · f3 білий кінь · a2 білий пішак · b2 білий пішак · f2 білий пішак · g2 білий пішак · h2 білий пішак · a1 біла тура · c1 білий слон · d1 білий ферзь · e1 білий король · h1 біла тура | a8 чорна тура · d8 чорний ферзь · e8 чорний король · h8 чорна тура · a7 чорний пішак · b7 чорний слон · f7 чорний пішак · g7 чорний пішак · h7 чорний пішак · e6 чорний пішак · b5 білий слон · c5 чорний слон · d5 чорний кінь · e5 білий пішак · b4 чорний пішак · f3 білий кінь · a2 білий пішак · b2 білий пішак · f2 білий пішак · g2 білий пішак · h2 білий пішак · a1 біла тура · c1 білий слон · d1 білий ферзь · e1 білий король · h1 біла тура | a8 чорна тура · d8 чорний ферзь · e8 чорний король · h8 чорна тура · a7 чорний пішак · b7 чорний слон · f7 чорний пішак · g7 чорний пішак · h7 чорний пішак · e6 чорний пішак · b5 білий слон · c5 чорний слон · d5 чорний кінь · e5 білий пішак · b4 чорний пішак · f3 білий кінь · a2 білий пішак · b2 білий пішак · f2 білий пішак · g2 білий пішак · h2 білий пішак · a1 біла тура · c1 білий слон · d1 білий ферзь · e1 білий король · h1 біла тура | 8 |
| 7 | a8 чорна тура · d8 чорний ферзь · e8 чорний король · h8 чорна тура · a7 чорний пішак · b7 чорний слон · f7 чорний пішак · g7 чорний пішак · h7 чорний пішак · e6 чорний пішак · b5 білий слон · c5 чорний слон · d5 чорний кінь · e5 білий пішак · b4 чорний пішак · f3 білий кінь · a2 білий пішак · b2 білий пішак · f2 білий пішак · g2 білий пішак · h2 білий пішак · a1 біла тура · c1 білий слон · d1 білий ферзь · e1 білий король · h1 біла тура | a8 чорна тура · d8 чорний ферзь · e8 чорний король · h8 чорна тура · a7 чорний пішак · b7 чорний слон · f7 чорний пішак · g7 чорний пішак · h7 чорний пішак · e6 чорний пішак · b5 білий слон · c5 чорний слон · d5 чорний кінь · e5 білий пішак · b4 чорний пішак · f3 білий кінь · a2 білий пішак · b2 білий пішак · f2 білий пішак · g2 білий пішак · h2 білий пішак · a1 біла тура · c1 білий слон · d1 білий ферзь · e1 білий король · h1 біла тура | a8 чорна тура · d8 чорний ферзь · e8 чорний король · h8 чорна тура · a7 чорний пішак · b7 чорний слон · f7 чорний пішак · g7 чорний пішак · h7 чорний пішак · e6 чорний пішак · b5 білий слон · c5 чорний слон · d5 чорний кінь · e5 білий пішак · b4 чорний пішак · f3 білий кінь · a2 білий пішак · b2 білий пішак · f2 білий пішак · g2 білий пішак · h2 білий пішак · a1 біла тура · c1 білий слон · d1 білий ферзь · e1 білий король · h1 біла тура | a8 чорна тура · d8 чорний ферзь · e8 чорний король · h8 чорна тура · a7 чорний пішак · b7 чорний слон · f7 чорний пішак · g7 чорний пішак · h7 чорний пішак · e6 чорний пішак · b5 білий слон · c5 чорний слон · d5 чорний кінь · e5 білий пішак · b4 чорний пішак · f3 білий кінь · a2 білий пішак · b2 білий пішак · f2 білий пішак · g2 білий пішак · h2 білий пішак · a1 біла тура · c1 білий слон · d1 білий ферзь · e1 білий король · h1 біла тура | a8 чорна тура · d8 чорний ферзь · e8 чорний король · h8 чорна тура · a7 чорний пішак · b7 чорний слон · f7 чорний пішак · g7 чорний пішак · h7 чорний пішак · e6 чорний пішак · b5 білий слон · c5 чорний слон · d5 чорний кінь · e5 білий пішак · b4 чорний пішак · f3 білий кінь · a2 білий пішак · b2 білий пішак · f2 білий пішак · g2 білий пішак · h2 білий пішак · a1 біла тура · c1 білий слон · d1 білий ферзь · e1 білий король · h1 біла тура | a8 чорна тура · d8 чорний ферзь · e8 чорний король · h8 чорна тура · a7 чорний пішак · b7 чорний слон · f7 чорний пішак · g7 чорний пішак · h7 чорний пішак · e6 чорний пішак · b5 білий слон · c5 чорний слон · d5 чорний кінь · e5 білий пішак · b4 чорний пішак · f3 білий кінь · a2 білий пішак · b2 білий пішак · f2 білий пішак · g2 білий пішак · h2 білий пішак · a1 біла тура · c1 білий слон · d1 білий ферзь · e1 білий король · h1 біла тура | a8 чорна тура · d8 чорний ферзь · e8 чорний король · h8 чорна тура · a7 чорний пішак · b7 чорний слон · f7 чорний пішак · g7 чорний пішак · h7 чорний пішак · e6 чорний пішак · b5 білий слон · c5 чорний слон · d5 чорний кінь · e5 білий пішак · b4 чорний пішак · f3 білий кінь · a2 білий пішак · b2 білий пішак · f2 білий пішак · g2 білий пішак · h2 білий пішак · a1 біла тура · c1 білий слон · d1 білий ферзь · e1 білий король · h1 біла тура | a8 чорна тура · d8 чорний ферзь · e8 чорний король · h8 чорна тура · a7 чорний пішак · b7 чорний слон · f7 чорний пішак · g7 чорний пішак · h7 чорний пішак · e6 чорний пішак · b5 білий слон · c5 чорний слон · d5 чорний кінь · e5 білий пішак · b4 чорний пішак · f3 білий кінь · a2 білий пішак · b2 білий пішак · f2 білий пішак · g2 білий пішак · h2 білий пішак · a1 біла тура · c1 білий слон · d1 білий ферзь · e1 білий король · h1 біла тура | 7 |
| 6 | a8 чорна тура · d8 чорний ферзь · e8 чорний король · h8 чорна тура · a7 чорний пішак · b7 чорний слон · f7 чорний пішак · g7 чорний пішак · h7 чорний пішак · e6 чорний пішак · b5 білий слон · c5 чорний слон · d5 чорний кінь · e5 білий пішак · b4 чорний пішак · f3 білий кінь · a2 білий пішак · b2 білий пішак · f2 білий пішак · g2 білий пішак · h2 білий пішак · a1 біла тура · c1 білий слон · d1 білий ферзь · e1 білий король · h1 біла тура | a8 чорна тура · d8 чорний ферзь · e8 чорний король · h8 чорна тура · a7 чорний пішак · b7 чорний слон · f7 чорний пішак · g7 чорний пішак · h7 чорний пішак · e6 чорний пішак · b5 білий слон · c5 чорний слон · d5 чорний кінь · e5 білий пішак · b4 чорний пішак · f3 білий кінь · a2 білий пішак · b2 білий пішак · f2 білий пішак · g2 білий пішак · h2 білий пішак · a1 біла тура · c1 білий слон · d1 білий ферзь · e1 білий король · h1 біла тура | a8 чорна тура · d8 чорний ферзь · e8 чорний король · h8 чорна тура · a7 чорний пішак · b7 чорний слон · f7 чорний пішак · g7 чорний пішак · h7 чорний пішак · e6 чорний пішак · b5 білий слон · c5 чорний слон · d5 чорний кінь · e5 білий пішак · b4 чорний пішак · f3 білий кінь · a2 білий пішак · b2 білий пішак · f2 білий пішак · g2 білий пішак · h2 білий пішак · a1 біла тура · c1 білий слон · d1 білий ферзь · e1 білий король · h1 біла тура | a8 чорна тура · d8 чорний ферзь · e8 чорний король · h8 чорна тура · a7 чорний пішак · b7 чорний слон · f7 чорний пішак · g7 чорний пішак · h7 чорний пішак · e6 чорний пішак · b5 білий слон · c5 чорний слон · d5 чорний кінь · e5 білий пішак · b4 чорний пішак · f3 білий кінь · a2 білий пішак · b2 білий пішак · f2 білий пішак · g2 білий пішак · h2 білий пішак · a1 біла тура · c1 білий слон · d1 білий ферзь · e1 білий король · h1 біла тура | a8 чорна тура · d8 чорний ферзь · e8 чорний король · h8 чорна тура · a7 чорний пішак · b7 чорний слон · f7 чорний пішак · g7 чорний пішак · h7 чорний пішак · e6 чорний пішак · b5 білий слон · c5 чорний слон · d5 чорний кінь · e5 білий пішак · b4 чорний пішак · f3 білий кінь · a2 білий пішак · b2 білий пішак · f2 білий пішак · g2 білий пішак · h2 білий пішак · a1 біла тура · c1 білий слон · d1 білий ферзь · e1 білий король · h1 біла тура | a8 чорна тура · d8 чорний ферзь · e8 чорний король · h8 чорна тура · a7 чорний пішак · b7 чорний слон · f7 чорний пішак · g7 чорний пішак · h7 чорний пішак · e6 чорний пішак · b5 білий слон · c5 чорний слон · d5 чорний кінь · e5 білий пішак · b4 чорний пішак · f3 білий кінь · a2 білий пішак · b2 білий пішак · f2 білий пішак · g2 білий пішак · h2 білий пішак · a1 біла тура · c1 білий слон · d1 білий ферзь · e1 білий король · h1 біла тура | a8 чорна тура · d8 чорний ферзь · e8 чорний король · h8 чорна тура · a7 чорний пішак · b7 чорний слон · f7 чорний пішак · g7 чорний пішак · h7 чорний пішак · e6 чорний пішак · b5 білий слон · c5 чорний слон · d5 чорний кінь · e5 білий пішак · b4 чорний пішак · f3 білий кінь · a2 білий пішак · b2 білий пішак · f2 білий пішак · g2 білий пішак · h2 білий пішак · a1 біла тура · c1 білий слон · d1 білий ферзь · e1 білий король · h1 біла тура | a8 чорна тура · d8 чорний ферзь · e8 чорний король · h8 чорна тура · a7 чорний пішак · b7 чорний слон · f7 чорний пішак · g7 чорний пішак · h7 чорний пішак · e6 чорний пішак · b5 білий слон · c5 чорний слон · d5 чорний кінь · e5 білий пішак · b4 чорний пішак · f3 білий кінь · a2 білий пішак · b2 білий пішак · f2 білий пішак · g2 білий пішак · h2 білий пішак · a1 біла тура · c1 білий слон · d1 білий ферзь · e1 білий король · h1 біла тура | 6 |
| 5 | a8 чорна тура · d8 чорний ферзь · e8 чорний король · h8 чорна тура · a7 чорний пішак · b7 чорний слон · f7 чорний пішак · g7 чорний пішак · h7 чорний пішак · e6 чорний пішак · b5 білий слон · c5 чорний слон · d5 чорний кінь · e5 білий пішак · b4 чорний пішак · f3 білий кінь · a2 білий пішак · b2 білий пішак · f2 білий пішак · g2 білий пішак · h2 білий пішак · a1 біла тура · c1 білий слон · d1 білий ферзь · e1 білий король · h1 біла тура | a8 чорна тура · d8 чорний ферзь · e8 чорний король · h8 чорна тура · a7 чорний пішак · b7 чорний слон · f7 чорний пішак · g7 чорний пішак · h7 чорний пішак · e6 чорний пішак · b5 білий слон · c5 чорний слон · d5 чорний кінь · e5 білий пішак · b4 чорний пішак · f3 білий кінь · a2 білий пішак · b2 білий пішак · f2 білий пішак · g2 білий пішак · h2 білий пішак · a1 біла тура · c1 білий слон · d1 білий ферзь · e1 білий король · h1 біла тура | a8 чорна тура · d8 чорний ферзь · e8 чорний король · h8 чорна тура · a7 чорний пішак · b7 чорний слон · f7 чорний пішак · g7 чорний пішак · h7 чорний пішак · e6 чорний пішак · b5 білий слон · c5 чорний слон · d5 чорний кінь · e5 білий пішак · b4 чорний пішак · f3 білий кінь · a2 білий пішак · b2 білий пішак · f2 білий пішак · g2 білий пішак · h2 білий пішак · a1 біла тура · c1 білий слон · d1 білий ферзь · e1 білий король · h1 біла тура | a8 чорна тура · d8 чорний ферзь · e8 чорний король · h8 чорна тура · a7 чорний пішак · b7 чорний слон · f7 чорний пішак · g7 чорний пішак · h7 чорний пішак · e6 чорний пішак · b5 білий слон · c5 чорний слон · d5 чорний кінь · e5 білий пішак · b4 чорний пішак · f3 білий кінь · a2 білий пішак · b2 білий пішак · f2 білий пішак · g2 білий пішак · h2 білий пішак · a1 біла тура · c1 білий слон · d1 білий ферзь · e1 білий король · h1 біла тура | a8 чорна тура · d8 чорний ферзь · e8 чорний король · h8 чорна тура · a7 чорний пішак · b7 чорний слон · f7 чорний пішак · g7 чорний пішак · h7 чорний пішак · e6 чорний пішак · b5 білий слон · c5 чорний слон · d5 чорний кінь · e5 білий пішак · b4 чорний пішак · f3 білий кінь · a2 білий пішак · b2 білий пішак · f2 білий пішак · g2 білий пішак · h2 білий пішак · a1 біла тура · c1 білий слон · d1 білий ферзь · e1 білий король · h1 біла тура | a8 чорна тура · d8 чорний ферзь · e8 чорний король · h8 чорна тура · a7 чорний пішак · b7 чорний слон · f7 чорний пішак · g7 чорний пішак · h7 чорний пішак · e6 чорний пішак · b5 білий слон · c5 чорний слон · d5 чорний кінь · e5 білий пішак · b4 чорний пішак · f3 білий кінь · a2 білий пішак · b2 білий пішак · f2 білий пішак · g2 білий пішак · h2 білий пішак · a1 біла тура · c1 білий слон · d1 білий ферзь · e1 білий король · h1 біла тура | a8 чорна тура · d8 чорний ферзь · e8 чорний король · h8 чорна тура · a7 чорний пішак · b7 чорний слон · f7 чорний пішак · g7 чорний пішак · h7 чорний пішак · e6 чорний пішак · b5 білий слон · c5 чорний слон · d5 чорний кінь · e5 білий пішак · b4 чорний пішак · f3 білий кінь · a2 білий пішак · b2 білий пішак · f2 білий пішак · g2 білий пішак · h2 білий пішак · a1 біла тура · c1 білий слон · d1 білий ферзь · e1 білий король · h1 біла тура | a8 чорна тура · d8 чорний ферзь · e8 чорний король · h8 чорна тура · a7 чорний пішак · b7 чорний слон · f7 чорний пішак · g7 чорний пішак · h7 чорний пішак · e6 чорний пішак · b5 білий слон · c5 чорний слон · d5 чорний кінь · e5 білий пішак · b4 чорний пішак · f3 білий кінь · a2 білий пішак · b2 білий пішак · f2 білий пішак · g2 білий пішак · h2 білий пішак · a1 біла тура · c1 білий слон · d1 білий ферзь · e1 білий король · h1 біла тура | 5 |
| 4 | a8 чорна тура · d8 чорний ферзь · e8 чорний король · h8 чорна тура · a7 чорний пішак · b7 чорний слон · f7 чорний пішак · g7 чорний пішак · h7 чорний пішак · e6 чорний пішак · b5 білий слон · c5 чорний слон · d5 чорний кінь · e5 білий пішак · b4 чорний пішак · f3 білий кінь · a2 білий пішак · b2 білий пішак · f2 білий пішак · g2 білий пішак · h2 білий пішак · a1 біла тура · c1 білий слон · d1 білий ферзь · e1 білий король · h1 біла тура | a8 чорна тура · d8 чорний ферзь · e8 чорний король · h8 чорна тура · a7 чорний пішак · b7 чорний слон · f7 чорний пішак · g7 чорний пішак · h7 чорний пішак · e6 чорний пішак · b5 білий слон · c5 чорний слон · d5 чорний кінь · e5 білий пішак · b4 чорний пішак · f3 білий кінь · a2 білий пішак · b2 білий пішак · f2 білий пішак · g2 білий пішак · h2 білий пішак · a1 біла тура · c1 білий слон · d1 білий ферзь · e1 білий король · h1 біла тура | a8 чорна тура · d8 чорний ферзь · e8 чорний король · h8 чорна тура · a7 чорний пішак · b7 чорний слон · f7 чорний пішак · g7 чорний пішак · h7 чорний пішак · e6 чорний пішак · b5 білий слон · c5 чорний слон · d5 чорний кінь · e5 білий пішак · b4 чорний пішак · f3 білий кінь · a2 білий пішак · b2 білий пішак · f2 білий пішак · g2 білий пішак · h2 білий пішак · a1 біла тура · c1 білий слон · d1 білий ферзь · e1 білий король · h1 біла тура | a8 чорна тура · d8 чорний ферзь · e8 чорний король · h8 чорна тура · a7 чорний пішак · b7 чорний слон · f7 чорний пішак · g7 чорний пішак · h7 чорний пішак · e6 чорний пішак · b5 білий слон · c5 чорний слон · d5 чорний кінь · e5 білий пішак · b4 чорний пішак · f3 білий кінь · a2 білий пішак · b2 білий пішак · f2 білий пішак · g2 білий пішак · h2 білий пішак · a1 біла тура · c1 білий слон · d1 білий ферзь · e1 білий король · h1 біла тура | a8 чорна тура · d8 чорний ферзь · e8 чорний король · h8 чорна тура · a7 чорний пішак · b7 чорний слон · f7 чорний пішак · g7 чорний пішак · h7 чорний пішак · e6 чорний пішак · b5 білий слон · c5 чорний слон · d5 чорний кінь · e5 білий пішак · b4 чорний пішак · f3 білий кінь · a2 білий пішак · b2 білий пішак · f2 білий пішак · g2 білий пішак · h2 білий пішак · a1 біла тура · c1 білий слон · d1 білий ферзь · e1 білий король · h1 біла тура | a8 чорна тура · d8 чорний ферзь · e8 чорний король · h8 чорна тура · a7 чорний пішак · b7 чорний слон · f7 чорний пішак · g7 чорний пішак · h7 чорний пішак · e6 чорний пішак · b5 білий слон · c5 чорний слон · d5 чорний кінь · e5 білий пішак · b4 чорний пішак · f3 білий кінь · a2 білий пішак · b2 білий пішак · f2 білий пішак · g2 білий пішак · h2 білий пішак · a1 біла тура · c1 білий слон · d1 білий ферзь · e1 білий король · h1 біла тура | a8 чорна тура · d8 чорний ферзь · e8 чорний король · h8 чорна тура · a7 чорний пішак · b7 чорний слон · f7 чорний пішак · g7 чорний пішак · h7 чорний пішак · e6 чорний пішак · b5 білий слон · c5 чорний слон · d5 чорний кінь · e5 білий пішак · b4 чорний пішак · f3 білий кінь · a2 білий пішак · b2 білий пішак · f2 білий пішак · g2 білий пішак · h2 білий пішак · a1 біла тура · c1 білий слон · d1 білий ферзь · e1 білий король · h1 біла тура | a8 чорна тура · d8 чорний ферзь · e8 чорний король · h8 чорна тура · a7 чорний пішак · b7 чорний слон · f7 чорний пішак · g7 чорний пішак · h7 чорний пішак · e6 чорний пішак · b5 білий слон · c5 чорний слон · d5 чорний кінь · e5 білий пішак · b4 чорний пішак · f3 білий кінь · a2 білий пішак · b2 білий пішак · f2 білий пішак · g2 білий пішак · h2 білий пішак · a1 біла тура · c1 білий слон · d1 білий ферзь · e1 білий король · h1 біла тура | 4 |
| 3 | a8 чорна тура · d8 чорний ферзь · e8 чорний король · h8 чорна тура · a7 чорний пішак · b7 чорний слон · f7 чорний пішак · g7 чорний пішак · h7 чорний пішак · e6 чорний пішак · b5 білий слон · c5 чорний слон · d5 чорний кінь · e5 білий пішак · b4 чорний пішак · f3 білий кінь · a2 білий пішак · b2 білий пішак · f2 білий пішак · g2 білий пішак · h2 білий пішак · a1 біла тура · c1 білий слон · d1 білий ферзь · e1 білий король · h1 біла тура | a8 чорна тура · d8 чорний ферзь · e8 чорний король · h8 чорна тура · a7 чорний пішак · b7 чорний слон · f7 чорний пішак · g7 чорний пішак · h7 чорний пішак · e6 чорний пішак · b5 білий слон · c5 чорний слон · d5 чорний кінь · e5 білий пішак · b4 чорний пішак · f3 білий кінь · a2 білий пішак · b2 білий пішак · f2 білий пішак · g2 білий пішак · h2 білий пішак · a1 біла тура · c1 білий слон · d1 білий ферзь · e1 білий король · h1 біла тура | a8 чорна тура · d8 чорний ферзь · e8 чорний король · h8 чорна тура · a7 чорний пішак · b7 чорний слон · f7 чорний пішак · g7 чорний пішак · h7 чорний пішак · e6 чорний пішак · b5 білий слон · c5 чорний слон · d5 чорний кінь · e5 білий пішак · b4 чорний пішак · f3 білий кінь · a2 білий пішак · b2 білий пішак · f2 білий пішак · g2 білий пішак · h2 білий пішак · a1 біла тура · c1 білий слон · d1 білий ферзь · e1 білий король · h1 біла тура | a8 чорна тура · d8 чорний ферзь · e8 чорний король · h8 чорна тура · a7 чорний пішак · b7 чорний слон · f7 чорний пішак · g7 чорний пішак · h7 чорний пішак · e6 чорний пішак · b5 білий слон · c5 чорний слон · d5 чорний кінь · e5 білий пішак · b4 чорний пішак · f3 білий кінь · a2 білий пішак · b2 білий пішак · f2 білий пішак · g2 білий пішак · h2 білий пішак · a1 біла тура · c1 білий слон · d1 білий ферзь · e1 білий король · h1 біла тура | a8 чорна тура · d8 чорний ферзь · e8 чорний король · h8 чорна тура · a7 чорний пішак · b7 чорний слон · f7 чорний пішак · g7 чорний пішак · h7 чорний пішак · e6 чорний пішак · b5 білий слон · c5 чорний слон · d5 чорний кінь · e5 білий пішак · b4 чорний пішак · f3 білий кінь · a2 білий пішак · b2 білий пішак · f2 білий пішак · g2 білий пішак · h2 білий пішак · a1 біла тура · c1 білий слон · d1 білий ферзь · e1 білий король · h1 біла тура | a8 чорна тура · d8 чорний ферзь · e8 чорний король · h8 чорна тура · a7 чорний пішак · b7 чорний слон · f7 чорний пішак · g7 чорний пішак · h7 чорний пішак · e6 чорний пішак · b5 білий слон · c5 чорний слон · d5 чорний кінь · e5 білий пішак · b4 чорний пішак · f3 білий кінь · a2 білий пішак · b2 білий пішак · f2 білий пішак · g2 білий пішак · h2 білий пішак · a1 біла тура · c1 білий слон · d1 білий ферзь · e1 білий король · h1 біла тура | a8 чорна тура · d8 чорний ферзь · e8 чорний король · h8 чорна тура · a7 чорний пішак · b7 чорний слон · f7 чорний пішак · g7 чорний пішак · h7 чорний пішак · e6 чорний пішак · b5 білий слон · c5 чорний слон · d5 чорний кінь · e5 білий пішак · b4 чорний пішак · f3 білий кінь · a2 білий пішак · b2 білий пішак · f2 білий пішак · g2 білий пішак · h2 білий пішак · a1 біла тура · c1 білий слон · d1 білий ферзь · e1 білий король · h1 біла тура | a8 чорна тура · d8 чорний ферзь · e8 чорний король · h8 чорна тура · a7 чорний пішак · b7 чорний слон · f7 чорний пішак · g7 чорний пішак · h7 чорний пішак · e6 чорний пішак · b5 білий слон · c5 чорний слон · d5 чорний кінь · e5 білий пішак · b4 чорний пішак · f3 білий кінь · a2 білий пішак · b2 білий пішак · f2 білий пішак · g2 білий пішак · h2 білий пішак · a1 біла тура · c1 білий слон · d1 білий ферзь · e1 білий король · h1 біла тура | 3 |
| 2 | a8 чорна тура · d8 чорний ферзь · e8 чорний король · h8 чорна тура · a7 чорний пішак · b7 чорний слон · f7 чорний пішак · g7 чорний пішак · h7 чорний пішак · e6 чорний пішак · b5 білий слон · c5 чорний слон · d5 чорний кінь · e5 білий пішак · b4 чорний пішак · f3 білий кінь · a2 білий пішак · b2 білий пішак · f2 білий пішак · g2 білий пішак · h2 білий пішак · a1 біла тура · c1 білий слон · d1 білий ферзь · e1 білий король · h1 біла тура | a8 чорна тура · d8 чорний ферзь · e8 чорний король · h8 чорна тура · a7 чорний пішак · b7 чорний слон · f7 чорний пішак · g7 чорний пішак · h7 чорний пішак · e6 чорний пішак · b5 білий слон · c5 чорний слон · d5 чорний кінь · e5 білий пішак · b4 чорний пішак · f3 білий кінь · a2 білий пішак · b2 білий пішак · f2 білий пішак · g2 білий пішак · h2 білий пішак · a1 біла тура · c1 білий слон · d1 білий ферзь · e1 білий король · h1 біла тура | a8 чорна тура · d8 чорний ферзь · e8 чорний король · h8 чорна тура · a7 чорний пішак · b7 чорний слон · f7 чорний пішак · g7 чорний пішак · h7 чорний пішак · e6 чорний пішак · b5 білий слон · c5 чорний слон · d5 чорний кінь · e5 білий пішак · b4 чорний пішак · f3 білий кінь · a2 білий пішак · b2 білий пішак · f2 білий пішак · g2 білий пішак · h2 білий пішак · a1 біла тура · c1 білий слон · d1 білий ферзь · e1 білий король · h1 біла тура | a8 чорна тура · d8 чорний ферзь · e8 чорний король · h8 чорна тура · a7 чорний пішак · b7 чорний слон · f7 чорний пішак · g7 чорний пішак · h7 чорний пішак · e6 чорний пішак · b5 білий слон · c5 чорний слон · d5 чорний кінь · e5 білий пішак · b4 чорний пішак · f3 білий кінь · a2 білий пішак · b2 білий пішак · f2 білий пішак · g2 білий пішак · h2 білий пішак · a1 біла тура · c1 білий слон · d1 білий ферзь · e1 білий король · h1 біла тура | a8 чорна тура · d8 чорний ферзь · e8 чорний король · h8 чорна тура · a7 чорний пішак · b7 чорний слон · f7 чорний пішак · g7 чорний пішак · h7 чорний пішак · e6 чорний пішак · b5 білий слон · c5 чорний слон · d5 чорний кінь · e5 білий пішак · b4 чорний пішак · f3 білий кінь · a2 білий пішак · b2 білий пішак · f2 білий пішак · g2 білий пішак · h2 білий пішак · a1 біла тура · c1 білий слон · d1 білий ферзь · e1 білий король · h1 біла тура | a8 чорна тура · d8 чорний ферзь · e8 чорний король · h8 чорна тура · a7 чорний пішак · b7 чорний слон · f7 чорний пішак · g7 чорний пішак · h7 чорний пішак · e6 чорний пішак · b5 білий слон · c5 чорний слон · d5 чорний кінь · e5 білий пішак · b4 чорний пішак · f3 білий кінь · a2 білий пішак · b2 білий пішак · f2 білий пішак · g2 білий пішак · h2 білий пішак · a1 біла тура · c1 білий слон · d1 білий ферзь · e1 білий король · h1 біла тура | a8 чорна тура · d8 чорний ферзь · e8 чорний король · h8 чорна тура · a7 чорний пішак · b7 чорний слон · f7 чорний пішак · g7 чорний пішак · h7 чорний пішак · e6 чорний пішак · b5 білий слон · c5 чорний слон · d5 чорний кінь · e5 білий пішак · b4 чорний пішак · f3 білий кінь · a2 білий пішак · b2 білий пішак · f2 білий пішак · g2 білий пішак · h2 білий пішак · a1 біла тура · c1 білий слон · d1 білий ферзь · e1 білий король · h1 біла тура | a8 чорна тура · d8 чорний ферзь · e8 чорний король · h8 чорна тура · a7 чорний пішак · b7 чорний слон · f7 чорний пішак · g7 чорний пішак · h7 чорний пішак · e6 чорний пішак · b5 білий слон · c5 чорний слон · d5 чорний кінь · e5 білий пішак · b4 чорний пішак · f3 білий кінь · a2 білий пішак · b2 білий пішак · f2 білий пішак · g2 білий пішак · h2 білий пішак · a1 біла тура · c1 білий слон · d1 білий ферзь · e1 білий король · h1 біла тура | 2 |
| 1 | a8 чорна тура · d8 чорний ферзь · e8 чорний король · h8 чорна тура · a7 чорний пішак · b7 чорний слон · f7 чорний пішак · g7 чорний пішак · h7 чорний пішак · e6 чорний пішак · b5 білий слон · c5 чорний слон · d5 чорний кінь · e5 білий пішак · b4 чорний пішак · f3 білий кінь · a2 білий пішак · b2 білий пішак · f2 білий пішак · g2 білий пішак · h2 білий пішак · a1 біла тура · c1 білий слон · d1 білий ферзь · e1 білий король · h1 біла тура | a8 чорна тура · d8 чорний ферзь · e8 чорний король · h8 чорна тура · a7 чорний пішак · b7 чорний слон · f7 чорний пішак · g7 чорний пішак · h7 чорний пішак · e6 чорний пішак · b5 білий слон · c5 чорний слон · d5 чорний кінь · e5 білий пішак · b4 чорний пішак · f3 білий кінь · a2 білий пішак · b2 білий пішак · f2 білий пішак · g2 білий пішак · h2 білий пішак · a1 біла тура · c1 білий слон · d1 білий ферзь · e1 білий король · h1 біла тура | a8 чорна тура · d8 чорний ферзь · e8 чорний король · h8 чорна тура · a7 чорний пішак · b7 чорний слон · f7 чорний пішак · g7 чорний пішак · h7 чорний пішак · e6 чорний пішак · b5 білий слон · c5 чорний слон · d5 чорний кінь · e5 білий пішак · b4 чорний пішак · f3 білий кінь · a2 білий пішак · b2 білий пішак · f2 білий пішак · g2 білий пішак · h2 білий пішак · a1 біла тура · c1 білий слон · d1 білий ферзь · e1 білий король · h1 біла тура | a8 чорна тура · d8 чорний ферзь · e8 чорний король · h8 чорна тура · a7 чорний пішак · b7 чорний слон · f7 чорний пішак · g7 чорний пішак · h7 чорний пішак · e6 чорний пішак · b5 білий слон · c5 чорний слон · d5 чорний кінь · e5 білий пішак · b4 чорний пішак · f3 білий кінь · a2 білий пішак · b2 білий пішак · f2 білий пішак · g2 білий пішак · h2 білий пішак · a1 біла тура · c1 білий слон · d1 білий ферзь · e1 білий король · h1 біла тура | a8 чорна тура · d8 чорний ферзь · e8 чорний король · h8 чорна тура · a7 чорний пішак · b7 чорний слон · f7 чорний пішак · g7 чорний пішак · h7 чорний пішак · e6 чорний пішак · b5 білий слон · c5 чорний слон · d5 чорний кінь · e5 білий пішак · b4 чорний пішак · f3 білий кінь · a2 білий пішак · b2 білий пішак · f2 білий пішак · g2 білий пішак · h2 білий пішак · a1 біла тура · c1 білий слон · d1 білий ферзь · e1 білий король · h1 біла тура | a8 чорна тура · d8 чорний ферзь · e8 чорний король · h8 чорна тура · a7 чорний пішак · b7 чорний слон · f7 чорний пішак · g7 чорний пішак · h7 чорний пішак · e6 чорний пішак · b5 білий слон · c5 чорний слон · d5 чорний кінь · e5 білий пішак · b4 чорний пішак · f3 білий кінь · a2 білий пішак · b2 білий пішак · f2 білий пішак · g2 білий пішак · h2 білий пішак · a1 біла тура · c1 білий слон · d1 білий ферзь · e1 білий король · h1 біла тура | a8 чорна тура · d8 чорний ферзь · e8 чорний король · h8 чорна тура · a7 чорний пішак · b7 чорний слон · f7 чорний пішак · g7 чорний пішак · h7 чорний пішак · e6 чорний пішак · b5 білий слон · c5 чорний слон · d5 чорний кінь · e5 білий пішак · b4 чорний пішак · f3 білий кінь · a2 білий пішак · b2 білий пішак · f2 білий пішак · g2 білий пішак · h2 білий пішак · a1 біла тура · c1 білий слон · d1 білий ферзь · e1 білий король · h1 біла тура | a8 чорна тура · d8 чорний ферзь · e8 чорний король · h8 чорна тура · a7 чорний пішак · b7 чорний слон · f7 чорний пішак · g7 чорний пішак · h7 чорний пішак · e6 чорний пішак · b5 білий слон · c5 чорний слон · d5 чорний кінь · e5 білий пішак · b4 чорний пішак · f3 білий кінь · a2 білий пішак · b2 білий пішак · f2 білий пішак · g2 білий пішак · h2 білий пішак · a1 біла тура · c1 білий слон · d1 білий ферзь · e1 білий король · h1 біла тура | 1 |
|   | a | b | c | d | e | f | g | h |   |

У партії Ульман — Ларсен
 чорні були змушені застосувати штучну рокіровку (див. діаграму) :
14… Крe7
15. O-O Фb6
Перед тим як провести маневр королем, чорні звільняють місце для тури h8, разом з тим активізуючи свого ферзя.
16. Зd3 h6
А також роблять профілактику від можливої спроби білих провести атаку на королівському фланзі.
17. Фe2 Лhd8
18. Сd2 Крf8
Через кілька ходів чорні зроблять хід Крg8, який повністю завершить штучну рокіровку.